# HMS Hector (1774)
HMS Hector (1774) — 74-пушечный линейный корабль 3 ранга Королевского флота, седьмой корабль Его величества, носивший название Hector.
Заказан 14 января 1771, всего через 2 дня после вступления лорда Сэндвича в должность председателя Адмиралтейского комитета. 15 февраля он же одобрил постройку 74-пушечных типа Royal Oak по частным контрактам.
Заложен в апреле 1771, спущен на воду 27 мая 1774 года на верфи Adams, Дептфорд.

## Служба

### Американская революционная война
Вступил в строй в ноябре 1776 года, капитан — Джон Гамильтон (англ. John Hamilton).
1777 — декабрь, с эскадрой лорда Худа, в Канале.
1778 — был при острове Уэссан. Позже временный капитан Энтони Хант (англ. Anthony Hunt) с эскадрой адмирала Шудама (англ. Shouldham).

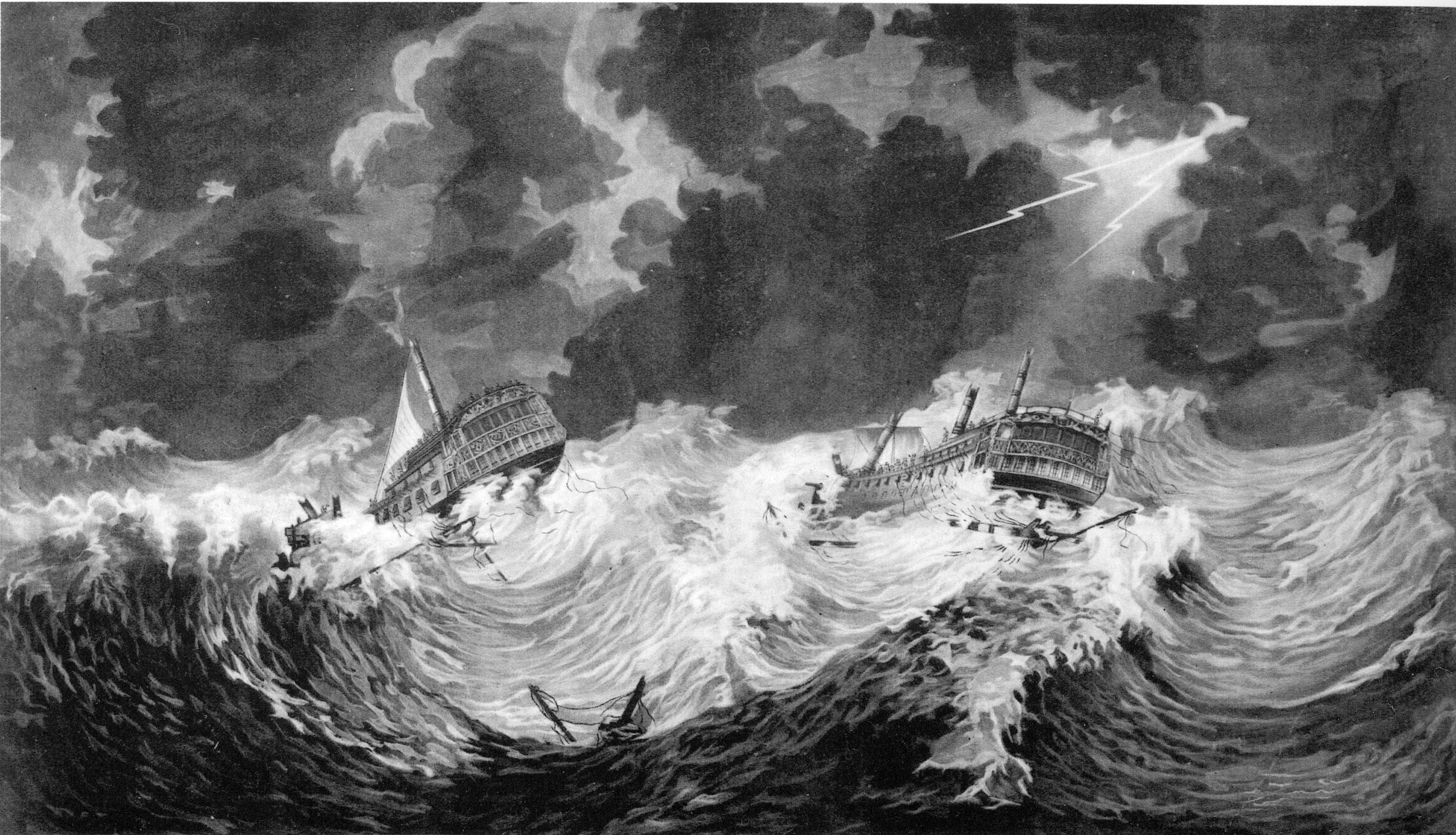
HMS Hector (слева) во время урагана, 1780

1779 — апрель, в ремонте в Портсмуте, заново обшит медью (стоимость £6783.14.5d). Затем с флотом адмирала Харди в Канале, против Другой Армады. 25 декабря вышел с конвоем и флотом вице-адмирала Родни в Гибралтар.
1780 — 7 января с HMS Phoenix и двумя фрегатами (HMS Andromeda и HMS Greyhound) отделился от Родни и повел часть купцов в Вест-Индию, поэтому при Сент-Винсенте не был. 20 июня был в бою при Монте Кристи, Сан-Доминго; октябрь, с эскадрой контр-адмирала Паркера сопровождал вест-индский конвой в Англию. Сильно пострадал при урагане.
1781 — в Англии.
1782 — сентябрь, выведен в резерв, команда рассчитана. С октября 1782 по май 1783 года средний или малый ремонт в Портсмуте (£20 742.0.9d), затем вступил в строй как брандвахта там же, капитан Гамильтон.
1785 — капитан сэр Джордж Кольер. Командовал до 1786 года.
1787 — с февраля по октябрь средний ремонт в Портсмуте (£20 168.0.2d).

### Французские революционные войны
1790 — вступил в строй, капитан Джордж Монтегю (англ. George Montagu).
1791 — сентябрь, брандвахта.
1793 — в начале года капитан Монтегю, Спитхед. В крейсерстве в Канале с HMS Hannibal с 15 февраля по 4 марта; преследовали два французских фрегата; перехватили и отправили в Плимут «купца» из Вест-Индии. 24 марта с флотом контр-адмирала Гарднера (англ. Gardner) вышел в Вест-Индию.
1793 июнь — Мартиника. Повторно вступил в строй в сентябре, капитан Лоренс Холстед (англ. Lawrence Halsted), флагман контр-адмирала Монтегю. Декабрь — ремонт в Портсмуте (£8843).
1794 — август, капитан Коллингвуд; выведен в резерв, команда рассчитана. Повторно вступил в строй в декабре, капитан Роберт Монтегю (англ. Robert Montagu).
1796 — флагман контр-адмирала лорда Сеймура (англ. Hugh Seymour); февраль — ремонт в Портсмуте (£9230).
1797 — июнь, капитан Питер Аптон (англ. Peter Apton); август — ремонт и оснащение в Портсмуте (£13 045); в октябре ушел в Средиземное море.
1799 — капитан Кэмпбелл (англ. Campbell), Лиссабон.
1800 — капитан Джон Эльфинстон (англ. John Elphinstone), с контр-адмиралом Уайтхедом (англ. Whitehead) в Канале.
1801 — тот же капитан, Лиссабон, Гибралтар и Средиземноморская станция.
1803 — капитан Уильям Скипси (англ. William Skipsey).
30 марта Hector вернулся в Портсмут с Мальты и, так как его последний порт захода был Гибралтар, отправился в Мазербанк отстоять карантин.

### Наполеоновские войны
В мае 1803 выведен в резерв в Плимуте, команда рассчитана. Командам Hector и HMS Dragon был зачитан приказ Адмиралтейства, в котором говорилось, что при нынешних условиях в стране их услуги сразу же понадобятся. Двухнедельное увольнение придется отменить и те моряки, которые вызовутся служить на любой корабль по выбору, имеют право на полную долю призовых денег, но те кто отказался будут прессованы на первый же корабль, нуждающийся в людях.
После некоторых колебаний, все люди обеих команд вызвались добровольцами на предложенные корабли, за исключением 50 человек, которые воспротивились. Они были сразу же отправлены на шлюпках и катерах на HMS Tonnant, стоявший в Коусэнд-бей.
С 1805 выведен из активного состава, плавучая казарма в Плимуте.
1806 — июль, плавучая тюрьма; лейтенант Эдмунд Непин (англ. Edmund Nepean), командовал до 1811.
1808 — разоружен, блокшив.
1812 — лейтенант Александр Лайтернесс (англ. Alexander Lighterness).
1813−1814 — лейтенант Эдвард Элерс (англ. Edward Elers).
Разобран в феврале 1816 года.